# 파베우 프쇼웨크
파베우 프쇼웨크(폴란드어: Paweł Wszołek, 1992년 4월 30일, 폴란드 트체프 ~ )은 폴란드의 축구 선수로 레기아 바르샤바에서 뛰고 있다.

## 선수 경력
프쇼웨크는 2009년 9월에 폴로니아 바르샤바에 입단했다. 그는 2010년에 1군팀에 대뷔했다.